# Garcinia mangostana
Garcinia mangostana L. este un pom fructifer tropical peren din familia Clusiaceae, înrudit cu speciile cherapu (Garcinia prainiana) și charichuelo (Garcinia madruno). Mangustanul este fructul arborelui Garcinia mangostana. În ciuda numelui său, nu are nici o legatură cu mango.
Este un fruct